# تیم برتر پزشکی
تیم برتر پزشکی (انگلیسی: Medical Top Team؛ کره‌ای: 메디컬탑팀; لاتین‌نویسی اصلاح‌شده: Medikeoltaptim) یک مجموعهٔ تلویزیونی کره جنوبی سال ۲۰۱۳ به نویسندگی یون کیونگ آه و به کارگردانی کی دو هون است. کوان سانگ وو، جونگ ریو وون، جو جی هون، اوه یون سو و چوی مین هو در این مجموعه ایفای نقش کردند و از ۹ اکتبر تا ۱۲ دسامبر ۲۰۱۳ روزهای چهارشنبه و پنجشنبه ساعت ۲۱:۵۵ (کی‌اس‌تی) از ام‌بی‌سی برای ۲۰ قسمت پخش شد. داستان این درام پزشکی بر اعضای یک تیم نخبهٔ پزشکی متمرکز است که در بیمارستان خیالی دانشگاه گوانگ هه مشغول فعالیت هستند.

## بازیگران

### اصلی
- کوان سانگ وو در نقش پارک ته شین[۲][۳]
- جونگ ریو وون در نقش سو جو یونگ[۴][۵][۶]
- جو جی هون در نقش هان سونگ جه[۷]
- اوه یون سو در نقش چوی آه جین[۸]
- چوی مین هو در نقش کیم سونگ وو[۹]